# 타악기의 계절
"타악기의 계절"은 1992년에 개봉한 대한민국의 영화이다.

## 캐스팅
- 박선주 : 가형 역
- 천호진 : 은희 역
- 최동준 : 시현 역
- 민복기 : 증애 역
- 장욱 : 은범 역
- 양영준 : 서씨 역
- 윤덕용 : 신부 역
- 장항선 : 원장 역
- 박일 : 원고측 변호사 역
- 안병경 : 허씨 역
- 김상락 : 민 노수 역
- 김지영 : 안씨 역
- 강미 : 곽씨 역
- 최선희 : 송자 역
- 황보경 : 부용이 역
- 신성문 : 담당의사 역
- 유쾌한 : 예보관 역
- 윤일주 : 수사관 역
- 정동남 : 판사 역
- 이석구 : 증인 1 역
- 임택선 : 증인 2 역
- 강희 : 증인 3 역
- 김소연 : 증애 모 역
- 김신명 : 아낙 역
- 이백 : 수위 역
- 오도규 : 사내 역